# André Wyss
André Wyss (* 26. Mai 1947 in Saint-Ursanne; † 9. November 2018) war ein Schweizer Romanist. Er war von 1987 bis 2011 Professor für französische Literatur an der Universität Lausanne.

## Leben
Wyss erwarb 1966 die Matura am Gymnasium in Pruntrut. Er studierte anschliessend Romanistik, Germanistik, Philosophie und allgemeine Linguistik an der Universität Genf. 1971 schloss er sein Studium mit dem Lizentiat ab. Das Thema seiner Abschlussarbeit war das Verhältnis von Musik und Poesie bei Pierre Jean Jouve. Sein wichtigster akademischer Lehrer war Jean Starobinski. Von 1971 bis 1976 war er Assistent von Henri Morier in Genf. Er unterrichtete die Sprachgeschichte, Grammatik und Stilistik des Französischen. Von 1977 bis 1987 war er an derselben Universität Lehrbeauftragter. Im gleichen Zeitraum schrieb er Musikkritiken für das Journal de Genève (1971–1987) und trat als Schiedsrichter in der Sendung A vos lettres des Westschweizer Fernsehens auf. 1985 wurde er mit einer Arbeit über Jean-Jacques Rousseau promoviert. Von 1987 bis 2011 war er ordentlicher Professor für französische Literatur vom 17. Jahrhundert bis zur Gegenwart an der Universität Lausanne. Über seine Lehrtätigkeit hinaus übernahm er zahlreiche administrative Aufgaben innerhalb der Universität, unter anderem war er Vizedekan (1999–2002) und Dekan (2002–2006) der Philosophischen Fakultät. Er nahm Gastprofessuren an den Universitäten Genf (1987–1988), Zürich (1993) und St. Gallen (1993) wahr.
Darüber hinaus war er in zahlreichen Kommissionen, Stiftungsräten und Jurys aktiv. Unter anderem war er Vorstandsmitglied (ab 1996) und Präsident (2009–2017) des Institut jurassien des Sciences, des Lettres et des Arts, Präsident der Genfer Seniorenuniversität (2010–2018) und von 2005 bis 2018 Juryvorsitzender des Prix Michel-Dentan, mit dem französischsprachige Schweizer Autoren ausgezeichnet werden.
Wyss war auch Sänger. In seiner Jugend hat er unter dem Pseudonym Alexandre Pertuis drei Schallplatten eingespielt, auf denen er sich selbst auf der Gitarre begleitete. Später sang er in Chören mit.
Wyss starb im November 2018 nach langer Krankheit im Alter von 71 Jahren. Zuletzt lebte er in Dardagny bei Genf.
Er war der Bruder des Pianisten Gérard Wyss.

## Forschung
André Wyss hat die französische Sprache und Kultur sowohl von sprach- wie literaturwissenschaftlicher Seite aus erforscht. Besonders interessierte er sich für die musikalischen Aspekte der (literarischen) Sprache: Rhythmus, Versifikation, Phrasierung und für die Rolle des Textes in der Musik. Bereits in seiner Dissertation über Rousseau suchte er nach den Spuren der Stimme in der Schrift. Neben Rousseau interessierte er sich besonders für die moderne Lyrik seit Charles Baudelaire und für das Werk von Georges Pérec und Marcel Proust. Ausserdem hat er sich um die Literatur des Kantons Jura, seines Heimatkantons, verdient gemacht. Er gab eine Anthologie der jurassischen Literatur heraus, edierte das Gesamtwerk von Alexandre Voisard in 9 Bänden beim Verlag Campiche und verfasste Studien über den jurassischen Dichter Jean Cuttat.

## Veröffentlichungen (Auswahl)

### Monographien
- Jean-Jacques Rousseau. L’«accent» de l’écriture. La Baconnière, Neuchâtel 1988, ISBN 2-8252-0028-X.
- La Langue de Rousseau, formes et emplois. Slatkine, Genf 1989, ISBN 2-05-101039-0.
- mit Yves Citton: Les Doctrines orthographiques en France au XVIe siècle. Droz, Genf 1989, ISBN 978-2-600-02877-6.
- Éloge du phrasé. Presses Universitaires de France, Paris 1999, ISBN 2-13-049640-7.[9]

### Herausgeberschaft
- Anthologie de la littérature jurassienne 1965–2000. Société jurassienne d'émulation, Porrentruy und Editions Intervalles, Prêles 2000, ISBN 2-940043-17-5.
- Ponge: un centenaire bien agile. Études de lettres, Lausanne 2000.
- mit Antonio Rodriguez: Le chant et l’écrit lyrique. Peter Lang, Bern 2009, ISBN 978-3-0343-0064-3.

## Auszeichnungen
- 2000: Prix des Muses für Éloge du phrasé
- 2003: Prix de la Fondation Pierre et Louisa Meylan (für seine musikographischen Studien über Literatur)